# 龙结镇
龙结镇，是中华人民共和国四川省内江市资中县下辖的一个乡镇级行政单位。

## 行政区划
龙结镇下辖以下地区：
龙结场社区、大朝门村、柏杨村、米粮村、青龙村、回龙村、高坪村、杨家山村、余家湾村、蜂糖河村、闵堂山村、沙子沟村、大路沟村、长堰子村、石笋沟村、圣水寺村、观音坝村、岩湾村、盐店村、横山寺村、方家坝村、大楠沟村、白岩洞村、黄金村、硝洞子村、芦花村、芭蕉湾村、谭家坝村和彭家沟村。